# Monteregio di Massa Marittima
 Monteregio di Massa Marittima ist ein italienisches DOC-Weinanbaugebiet in der südlichen Toskana. Die hier erzeugten Weine besitzen seit 1994 eine „kontrollierte Herkunftsbezeichnung“ (Denominazione di origine controllata – DOC), die zuletzt am 7. März 2014 aktualisiert wurde.

## Geschichte
Weinbau in der Maremma war nicht vor dem 19. Jahrhundert möglich. Das Gebiet war in der Antike ein ausgedehnter Salzsee (Lacus Prelius) und im Mittelalter eine nahezu unbewohnte Sumpflandschaft, in der die Malaria grassierte. Erst das flächendeckende Programm zur Trockenlegung der Sümpfe, Anlegung eines Kanalsystems und Kultivierung des Landes durch Großherzog Leopold II. schuf die Voraussetzungen für eine landwirtschaftliche Nutzung durch Oliven- und Weinanbau.
Bis ins späte 20. Jahrhundert hinein, als die südliche Toskana vornehmlich vom Bergbau lebte und ein touristisches Interesse an der Region noch gering war, wurden ausschließlich Tafelweine produziert. Erst per 3. Oktober 1994 wurde das Anbaugebiet durch ein DOC-Dekret des italienischen Landwirtschaftsministeriums institutionalisiert.
Vier Jahre später – im Juli 1998 – wurde die von den Tourismusbehörden geschaffene Strada del Vino in mehreren Etappen und Varianten im DOC-Gebiet ausgewiesen.

## Anbau

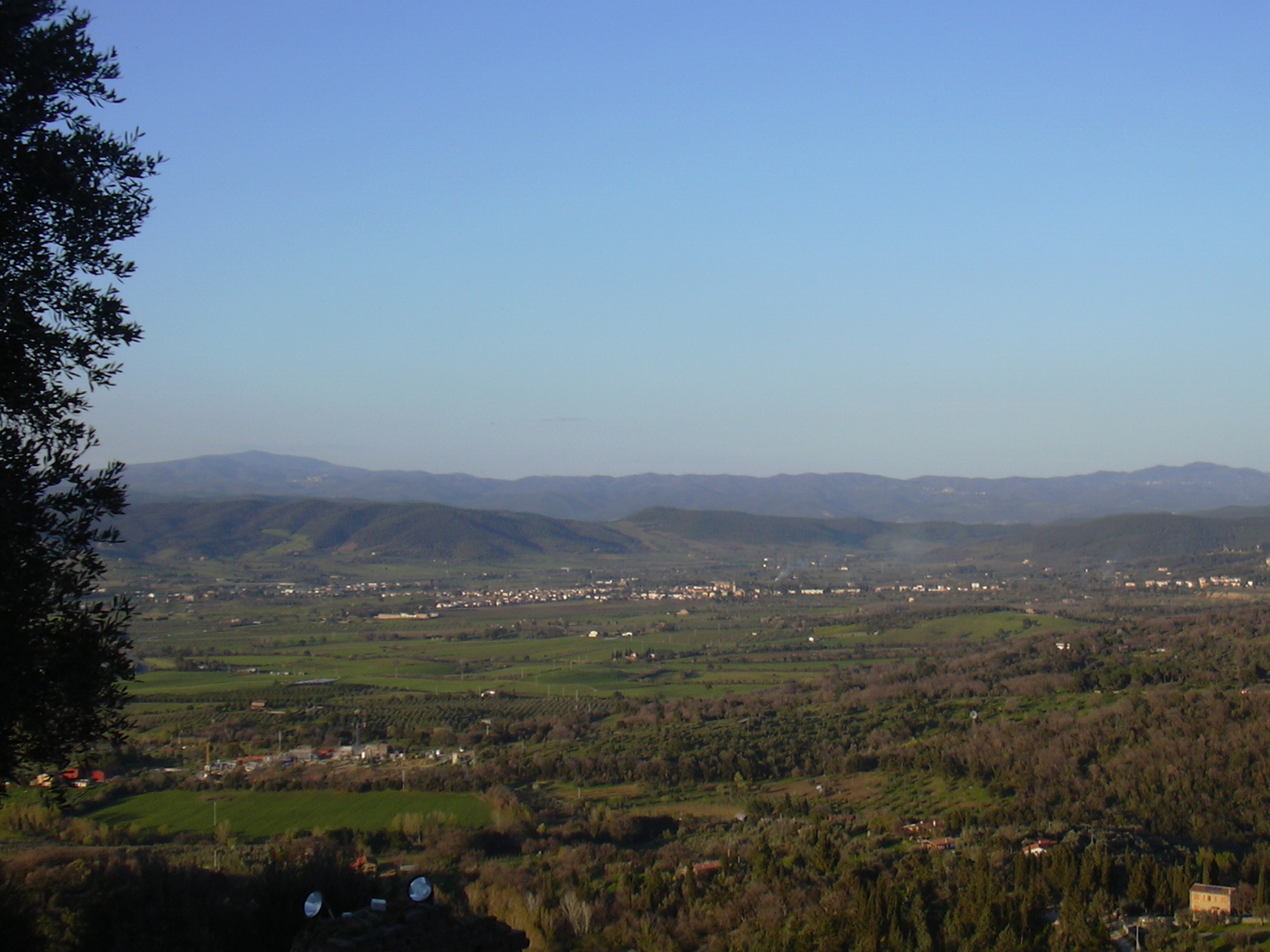
Strada del Vino, Abschnitt B: Ebene von Bagno di Gavorrano; im Hintergrund die Colline Metallifere

Das DOC-Gebiet liegt in der Provinz Grosseto und umfasst die Gemeinden Follonica und Castiglione della Pescaia am Tyrrhenischen Meer sowie im Binnenland (von Nord nach Süd) Monterotondo Marittimo, Massa Marittima, Scarlino, Gavorrano und im Osten Roccastrada.
Es umfasst ein Gebiet vom Südrand der Colline Metallifere bis Castiglione della Pescaia am Tyrrhenischen Meer, das durch eine Strada del Vino miteinander verbunden ist.
Innerhalb der Strada del Vino auf dem Territorium des DOC-Gebiets sind drei Kernabschnitte von besonderer Bedeutung ausgewiesen, die auf eine Symbiose von Geschichte und Kultur, Wein und Gastronomie, landestypischen Produkten und Kunsthandwerk Wert legen. 
- Micropercorso A meint den nördlichsten Abschnitt von Monterotondo Marittima bis südlich von Massa Marittima;
- Micropercorso B verläuft entlang der Via Aurelia bei Gavorrano;
- Micropercorso C konzentriert sich auf die Region um Roccastrada.

## Erzeugung
Laut Denomination (Auszug):
Für alle trockenen Weine sind die Rebsorten Aleatico und Moscato Bianco nicht zugelassen.
- Rot- und Roséwein muss zu 50 % aus Sangiovese bestehen, der Rest dürfen Beimengungen anderer roter Rebsorten der Region Toskana sein.
- Weißwein muss zu 50 % aus Trebbiano und/oder Vermentino gekeltert werden. Andere in der Toskana zugelassene weiße Rebsorten dürfen bis zu 50 % zugesetzt werden.
- Monteregio di Massa Marittima Sangiovese muss zu 85 % aus Sangiovese bestehen. Andere in der Toskana zugelassene rote Rebsorten dürfen bis zu 15 % zugesetzt werden.
- Monteregio di Massa Marittima Syrah muss zu 85 % aus Syrah bestehen. Andere in der Toskana zugelassene rote Rebsorten dürfen bis zu 15 % zugesetzt werden.
- Monteregio di Massa Marittima Viognier muss zu 85 % aus Viognier bestehen. Andere in der Toskana zugelassene weiße Rebsorten dürfen bis zu 15 % zugesetzt werden.
- Monteregio di Massa Marittima Vermentino muss zu 90 % aus Vermentino bestehen. Andere in der Toskana zugelassene weiße Rebsorten dürfen bis zu 10 % zugesetzt werden.
- Zudem gibt es zwei Sorten Vin Santo: Hellen mit zu 50 % Trebbiano und/oder Vermentino sowie rosé-farbenen (occhio di pernice = Rebhuhn-Auge genannt), der 50 % Sangiovese-Trauben enthalten muss. Als Beimengungen dürfen die jeweiligen roten bzw. weißen Rebsorten der Region Toskana verwendet werden.

In der Praxis spielen noch die Bezeichnungen novello (Jahrgangswein, vor dem 31. Dezember des Lese-Jahres abgefüllt) sowie riserva (2 Jahre im Fass gereift) eine Rolle.

## Beschreibung
Aussehen, Geruch, Geschmack, Mindestalkoholgehalt, Restsäure und Mostgewicht sind für die einzelnen Weinsorten exakt reglementiert (Artikel 6), und der Verstoß gegen die Bestimmungen ist strafbewehrt.
Um Überproduktion zu vermeiden, sind die maximale Anzahl der Rebstöcke pro Hektar (3.300), die zugelassene Ausbeute an Trauben pro Rebstock in kg (3,3) sowie die zugelassene Abfüllmenge pro Hektar in Litern (100 für Rot- und Roséwein, 110 für Weißwein) exakt vorgeschrieben.
Eine Kontrolle in der Praxis ist kaum möglich. Deshalb wird zugleich eine 20%ige Toleranzgrenze zugelassen, auf Grund derer sich eine freiwillige Kontrolle etablierter Weingüter einpendelt.

## Wein-Tourismus
Zu Beginn des 21. Jahrhunderts sind die Zufahrten zu den größeren Weingütern ausgeschildert und die Winzer grundsätzlich auf Besucher eingestellt. Formlose Weinproben sind häufig möglich, die Abnahme erfolgt kartonweise. Auf manchen Weingütern wird zugleich Olivenöl verkauft, da die Rebflächen häufig mit Ölbaumkulturen alternieren.
Im Frühjahr wird auf vielen Weingütern vino sfuso (=vom Fass) angeboten, diejenige Überproduktion eines Jahrgangs, die nicht mehr auf die Flasche mit DOC-Etikett abgefüllt werden darf. Er wird zu einem günstigen Preis verkauft, muss aber wegen der begrenzten Haltbarkeit umgehend getrunken werden.
Um einzelne Flaschen ausgesuchter Weingüter zu erwerben, müssen die Önotheken der Gemeinden (ohne Verkostung) konsultiert werden. 
Viele Restaurants der Region bieten gezielt die Weine der umliegenden Weingüter an.
Im Zuge des moderaten Tourismus der südlichen Toskana seit den späten 1990er Jahren sind die Weine der Maremma unter Interessierten zunehmend bekannt geworden. Eine internationale Beachtung und Prämierung – vergleichbar beispielsweise den Chianti-Weinen – haben sie indes noch nicht erreicht.